# Pretending (Эрик Клэптон)
«Pretending» — песня, написанная Джерри Линном Уильямсом, вышедшая в 1989 году в альбоме Эрика Клэптона Journeyman в качестве первого трека. Песня была также выпущена в качестве сингла альбома, вместе с «Before You Accuse Me» в США и Европе и c «Hard Times» в Великобритании, и достигла 55-го места в Billboard Hot 100, став самым успешным синглом альбома в этом чарте. Сингл занял первое место в чарте Hot Mainstream Rock Tracks. В Нидерландах он занял 3-е место в Dutch Tip 40 и 24-е место в Dutch Top 40. Песня с неизменным успехом у фанатов исполнялась Эриком Клэптоном на концертах.
Критик Allmusic Мэтью Гринвальд в рецензии отмечал «гитарный припев» и в целом «великолепное вокальное и гитарное исполнение» Клэптона. Однако он отмечал, что аранжировка песни слишком утрирована, особенно «духовые синтезаторы», считая, что песня быстро устарела из-за ее поп-музыкальных элементов..
В музыкальном клипе Клэптон и его группа играют в темном дождливом городе ночью. В интервью Клэптон заявлял, что идея была основана на романе Акиры Куросавы «Семь самураев».

## Участники записи
- Эрик Клэптон — вокал, гитара
- Джерри Линн Уильямс — гитара, бэк-вокал и гармонический вокал
- Грег Филлингейнс — акустическое фортепиано
- Джефф Бова — синтезаторный орган, синтезаторные духовые
- Алан Кларк — орган Хаммонда, синтезаторные духовые, секвенсорный бас
- Натан Ист — бас-гитара, бэк-вокал
- Джимми Брэловер — программирование ударных
- Кэрол Стил — конги
- Чака Хан — бэк-вокал